# Teixeira de Freitas
Teixeira de Freitas és una ciutat a l'extrem sud de l'estat brasiler de Bahia, a la vora de la carretera BR-101, i és una de les ciutats més grans en aquest estat amb una població estimada el 2004 de 118.681 habitants. Té una economia agrícola basada principalment en la ramaderia i els cultius. La ciutat és un centre comercial regional, presta serveis a aproximadament 14 municipis. La ciutat va tenir el seu origen com un encreuament de camins, i sempre ha mantingut el seu caràcter com un lloc que atreu a empresaris d'altres regions. Important expansió de la indústria a la zona, combinat amb el creixement de les plantacions d'eucaliptus, ha repercutit negativament en l'agricultura a petita escala a les zones rurals circumdants, resultant un descens de població a les zones rurals. Teixeira de Freitas, també ha ocupat un districte comercial i l'economia s'ha desenvolupat molt últimament gràcies a la migració de la població de tots els pobles dels voltants.